# Adorazione dei pastori con san Rocco
Il dipinto Adorazione dei pastori con san Rocco è un'opera olio su tela conservata nella chiesa di San Lorenzo di Zogno nel primo altare dell'aula, lavoro giovanile di Jacopo Palma il Vecchio

## Storia
La tela era stata commissionata all'artista per la chiesa intitolata a Santa Maria del convento dei frati servili di Zogno per essere collocata sull'altare dedicato a san Giuseppe dove infatti ne viene citata la presenza nella relazione della visita pastorale di san Carlo Borromeo del 1575.
Il primo storico dell'arte che citò la tela presente a Zogno, fu Carlo Ridolfi nel suo Le Maraviglie dell'arte: overo le vite de gl'illustri pittori del 1648 assegnandola però a Giovanni Cariani, artista bergamasco ma di scuola veneta, molto attivo nel Cinquecento a Bergamo. La sua ipotesi fu però da Teniers David non condivida, egli nel 1660 indicò il pittore serinese. L'artista forse ne aveva eseguite alcune copie che erano presenti in collezioni private. 

Con la soppressione e la chiusura del convento nonché la vendita delle proprietà alla famiglia Furietti, venne ceduto quanto di artistico era conservato nella chiesa all'amministrazione comunale, che cedette ulteriormente al convento delle suore terziarie della chiesa di Maria Santissima Annunciata di Zogno, che si erano insediate nel territorio il 5 gennaio 1731. Solo nel 1816, dopo che anche questo fu spostato nella frazione Montello, la tela venne donata alla confraternita di San Giuseppe, che aveva la gestione dell'altare della Natività nella chiesa parrocchiale di San Lorenzo. Il dipinto fu quindi restaurato dal pittore Crotta prima di essere esposto come pala d'altare nella prima cappella a destra. Questo restauro risultò essere troppo pesante, e alla metà del XX secolo Mauro Pelliccioli riuscì a rimuovere quel manto di colore che era stato pesantemente aggiunto nel restauro precedente, ridando alla pittura le tinte originali. Proprio in questo tempo la tela fu valutata dagli storici dell'arte  Adolfo Venturi e Bernard Berenson che confermarono l'assegnazione al Palma. Ma non tutti i critici erano ancora concordi.
Per giungere alla definitiva assegnazione, serve attendere fino agli ultimi anni del XX secolo quanto il dipinto venne rimosso dal catalogo del Cariani per essere inserito da Philip Rylands in quello di Palma il Vecchio: era il 1983.. Il critico ne fece anche uno studio trovando nell'opera affinità con il polittico Presentazione della Vergine che il giovane artista nato a Serina ma trasferitosi a Venezia per studio fin dalla giovane età facendo ritorno nella bergamasca solo nel 1510, aveva ricevuto come prima commissione proprio nel paese natale per la chiesa dell'Annunziata. Nell'immagine di san Giuseppe è possibile trovare affinità tra le due opere.
La tela è stato oggetto di restauri duranti i secoli, non sempre questi sono stati eseguiti nel modo migliore. Nel 2014 è stata sottoposta a un'ulteriore pulitura con contributo del Credito Bergamasco che ha ridato all'opera i colori originali.

## Descrizione
La tela centinata è un'ottima fonte per comprendere lo sviluppo artistico del Palma. La tela presenta infatti una moderna distribuzione degli spazi avvicinandosi agli studi del Tiziano, e i lavori di Sebastiano del Piombo.
La pittura presenta nella sua parte centrale l'immagine di san Giuseppe, questo a conferma della commissione da parte della confraternita a lui devota. Il dipinto si accosta alle molte sacre conversazioni che venivano commissionate per devozioni private, con la tipica raffigurazione orizzontale. L'artista da una conformazione spaziosa alla tela, con aperture sul paesaggio. A destra l'immagine di san Rocco orante, ai suoi piedi il bastone con il sacco del viandante e alle sue spalle il cane, attributi che tradizionalmente fanno riferimento al santo. Alle sue spalle due pastori sempre in atteggiamento di preghiera. Alle spalle dei protagonisti dell'evento sul lato sinistro della tela, vi è la classica raffigurazione dei locali della natività, con i due animali attenti alla scena. Una colonna in marmo divide in due la pittura, che presenta sulla parte destra il paesaggio verdeggiante delle valli bergamasche. La tele termina sulla parte superiore la raffigurazione di due putti che reggono un cartiglio che annuncia la venuta del Salvatore. Questa è la prima opera eseguita su tela dell'artista.